# Neal McCoy
Neal McCoy, geboren als Hubert Neal McGaughey (Jacksonville, 30 juli 1963), is een Amerikaanse countryzanger.

## Carrière
McCoy is afkomstig uit een Iers-Filipijns gezin. Na de scheiding van zijn ouders trouwde zijn moeder opnieuw. Jaren later nam hij de achternaam McCoy aan van zijn stiefvader. Al tijdens de vroegste kindertijd toonde hij een afgetekend interesse aan alle soorten en vormen van muziek. Hij greep iedere zich biedende kans aan om te zingen en te musiceren.
Na afsluiting van zijn schooltijd trad hij op in clubs en danszalen. Na het winnen van een talentenjacht besloot hij om beroepsmuzikant te worden. Tijdens een van zijn optredens werd de countryzangeres Janie Fricke op hem opmerkzaam, die hem Charley Pride voorstelde. Neal werd gecontracteerd voor het tournee-voorprogramma van de grote ster. Hij werkte in totaal zeven jaar samen met Charley Pride.
In 1987 kreeg hij bij een klein label in Nashville een platencontract. Er werden enkele matig succesvolle singles geproduceerd. In 1990 wisselde hij als Neal McCoy naar Atlantic Records. Zijn doorbraak lukte pas vier jaar later, toen de uit het gelijknamige album gehaalde single No Doubt About It de toppositie haalde van de countrycharts. Ook de tweede song Wink uit dit album haalde de top van de charts. Van het album zelf werden meer dan een miljoen exemplaren verkocht, goed voor platina.
Ook McCoys volgende publicaties waren succesvol. De albums You Gotta Love That en Greatest Hits haalden platina, het album Neal Mc Coy haalde goud. Er werden daarna geen topklasseringen meer gehaald. Pas tegen het eind van het decennium verminderden de verkoopcijfers. Hij concentreerde zich steeds meer op zijn tournees, die dankzij zijn vitale optreden op een breder publieksinteresse konden rekenen.

## Discografie

### Albums
- 1991: At This Moment
- 1992: Where Forever Begins
- 1994: No Doubt About It
- 1995: You Gotta Love That!
- 1996: Neal McCoy
- 1997: Greatest Hits
- 1997: Be Good At It
- 1999: Life Of The Party
- 2000: 24-7-365

- International Standard Name Identifier: 0000 0000 2880 6883
- MusicBrainz: ceeb25b6-a273-40b8-9645-b517892abe3c
- Nationale Bibliotheek van Tsjechië: xx0114710
- Virtual International Authority File: 36094497